# Вельки-Медер
Ве́льки-Ме́дер (словац. Veľký Meder, венг. Nagymegyer) — город на территории Житного острова в южной Словакии. Население около 9 тыс. человек.

## История
Первое письменное свидетельство о Вельки-Медере датируется 1268 годом. В 1466 году становится городом. В 1702 выгорел в большом пожаре.

## Население
| Год:                | 1994 | 2004    | 2014    | 2024    |
| ------------------- | ---- | ------- | ------- | ------- |
| Количество человек: | 9311 | 8933    | 8763    | 8204    |
| Разница:            |      | −4,05 % | −1,90 % | −6,37 % |

## Достопримечательности
- Геотермальный источник температурой 94°С — самый горячий в стране
- Приходской костёл
- Кладбище сербских солдат